# Springtime (Silly Symphony)
Pour les articles homonymes, voir Springtime.
Pour plus de détails, voir Fiche technique et Distribution.
Springtime est un court métrage d'animation américain de la série des Silly Symphonies réalisé par Walt Disney, pour Columbia Pictures, sorti le 24 octobre 1929.

## Synopsis
C'est le printemps. Les fleurs, les insectes et une famille de corbeaux dansent ensemble pour fêter l'arrivée du printemps. Après une brève tornade, les criquets, les grenouilles et les araignées se regroupent pour entamer la Danse des heures composée par Amilcare Ponchielli (cette mélodie sera utilisée aussi onze ans plus tard dans Fantasia).

## Fiche technique

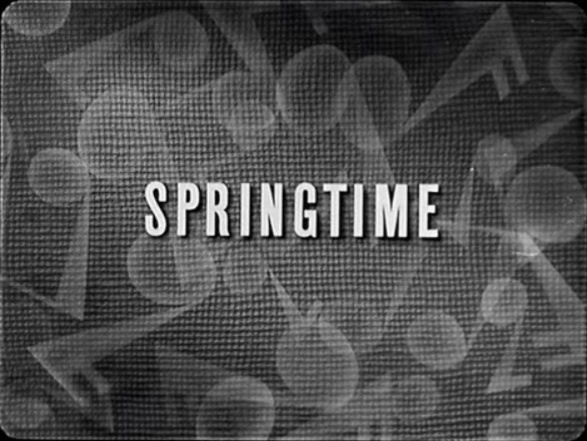
Titre original du dessin animé.

- Titre original : Springtime
- Série : Silly Symphonies
- Réalisateur : Ub Iwerks
- Producteur : Walt Disney
- Animateurs[1] : Ub Iwerks, Les Clark, Johnny Cannon, Wilfred Jackson
  - Assistant : Jack Cutting
- Décors : Carlos Manriquez
- Distributeur : Columbia Pictures
- Date de sortie : 24 octobre 1929[2],[3]
- Autre dates :
  - Livraison[1] : 4 octobre 1929
  - Annoncée[1] : 24 octobre 1929
  - Sortie à Los Angeles[1] : du 14 octobre au 15 novembre au Fox Palace en première partie de Hallelujah de King Vidor et du 5 novembre au 2 décembre  au Grauman's Chinese Theatre en première partie de Sunny Side's Up de David Butler
  - Sortie à New York[1] : à partir du 28 octobre 1929 en première partie de Broadway Scandals de George M. Cohan
- Format d'image : Noir et blanc
- Son : Mono
- Musique : Carl W. Stalling
  - En introduction, un extrait de Morning tiré de la pièce Peer Gynt (1876) d'Edvard Grieg
  - Bluemengeflüster (1899) de Franz von Blon
  - La Danse des heures tirée du ballet La Gioconda (1876) d'Amilcare Ponchielli
- Durée : 6 min 4 s
- Langue : (en)
- Pays de production:  États-Unis

## Commentaires
Ce film fait partie d'une série sur les quatre saisons : 
1. Springtime, réalisé par Ub Iwerks et sorti le 24 octobre 1929.
2. Summer, réalisé par Ub Iwerks et sorti le 6 janvier 1930.
3. Autumn, réalisé par Ub Iwerks et sorti le 13 février 1930.
4. Winter, réalisé par Burton Gillett et sorti le 5 novembre 1930.

On peut noter qu'il était annoncé pour le jeudi 24 octobre 1929, le même jour que le crash du « jeudi noir ». Pour Steven Watts, la série des quatre saisons propose un traitement impressionniste du cycle de la nature, l'un des sujets des Silly Symphonies aux côtés de la mythologie, des contes de fées et des comédies fantastiques. Elle essaye de capturer l'atmosphère et le décor de chaque saison avec un minimum d'effet comique.
Un extrait de Springtime est visible dans le long métrage Les 101 Dalmatiens (1961) comme un programme de télévision, comme l'indique Russel Merritt et J. B. Kaufman. Leonard Maltin commet une erreur en précisant que c'est Des arbres et des fleurs (1932). La différence vient que dans Des arbres et des fleurs il n'y aucune grenouille et que les marguerites sont beaucoup plus nombreuses.